# 葉暘
葉暘，又名葉賜，福建同安人，明朝政治人物、進士出身。

## 生平
永樂六年，福建戊子乡试中舉。永樂七年，登己丑科會試中進士，授長興縣知縣。